# Monotype Corporation
Monotype Imaging, Inc è una società che si occupa di design in ambito tipografico, in particolare della creazione dei caratteri di stampa, ed è stata protagonista di molti progressi nell'ambito della tecnologia di stampa — in particolare le macchine della Monotype sono state le prime stampatrici completamente meccaniche — e nella progettazione e produzione di molti font nel XIX e XX secolo. Il suo carattere più conosciuto è il Times New Roman.

## Storia
La Lanston Monotype Machine Company è stata fondata da Tolbert Lanston a Washington nel 1887. Lanston aveva brevettato una procedura meccanica  per punzonare i caratteri di stampa da strisce di metallo non riscaldato dove erano stati impressi (il metodo è anche detto tipocomposizione) (in inglese typesetting) su una matrice per presse da stampa. Nel 1896 Lanston brevettò la prima macchina per tipocomposizione a metallo caldo e Monotype creò il Modern Condensed, il suo primo carattere tipografico. Le licenze per i caratteri di Lanston  furono acquisite dalla P22, una fonderia di tipi di carattere che ha sede a Buffalo.
In cerca di finanziamenti la società aprì una succursale a Londra nel 1897 con il nome di «Lanston Monotype Corporation Ltd.». Nel 1899 una sede fu costruita a Salfords, nel Surrey, dove è rimasta per più di un secolo. L'importanza della società era tale da giustificare la costruzione di un'apposita stazione ferroviaria.
Le prime macchine Monotype usavano il metodo "hot metal" per formare le singole lettere. In questo modo gli errori di composizione potevano essere corretti aggiungendo o togliendo le singole lettere. Questo era molto comodo per le stampe di qualità, come ad esempio i libri. Al contrario le Macchine Linotype formavano una linea completa di caratteri su ogni barra. I cambiamenti quindi richiedevano la sostituzione dell'intera linea (e se il cambio toccava un'altra linea bisognava cambiare l'intero paragrafo). Le Linotype sono però più semplici da usare nelle operazioni in cui bisogna spostare un'intera sezione di testo su una pagina. Questo è molto comodo per le stampe "veloci", come ad esempio i giornali.
Le macchine tipografiche sono state continuamente migliorate nei primi anni del XX secolo, ad esempio con l'introduzione nel 1906 di una tastiera in stile macchina per scrivere per inserire i caratteri. Molti dei set di caratteri oggi a noi familiari sono stati creati nel primo venticinquennio del XX secolo, quali il Times New Roman e il Goudy. Per gran parte del secolo la società ha avuto una scuola per la preparazione di compositori tipografici (operatori di tipocomposizione) a Londra.
Nel 1936 la società viene quotata alla London Stock Exchange e la ragione sociale diventa «Monotype Corporation Ltd». In seguito l'azienda viene divisa in tre divisioni: Monotype International, che costruisce spinning mirror switched laser beam phototypesetters (trad. it fotocompositrice a specchio rotante azionato da  laser); Monotype Limited, che continua a fabbricare le macchine hot metal e la Monotype Typography, che progetta e vende set di caratteri tipografici. Il dipartimento di ricerca e sviluppo ha sede a Cambridge in modo tale da "isolarlo" dai problemi relativi alla produzione.
Nel 1999 l'Agfa-Compugraphic compra la Monotype Corporation, che viene rinominata in «Agfa Monotype». Nel 2004, dopo sei anni sotto il controllo della Agfa Corporation, la proprietà della Monotype passa a «TA Associates», un fondo d'investimento privato con sede a Boston. La società viene chiamata «Monotype Imaging», ed ha come focus le attività tradizionali riguardo al mondo tipografico e alla stampa professionale.
Monotype è stata la prima a produrre una versione digitale di un carattere corsivo Urdu, l'Urdu Nasta'liq. Una "tastiera" cinese fu sviluppata per permettere la stampa degli ideogrammi cinesi; essa comprendeva un libro con uno stilo. Quando viene scelta una determinata pagina il numero di pagina viene rilevato elettronicamente e viene combinato con la posizione del carattere selezionato per mezzo dello stilo su un grande reticolo.
Ad inizio 2000, Monotype ha lanciato Fontwise, il primo software per controllare la presenza sui pc desktop di font licenziati e non licenziati.